# Derby grazois
 (janvier 2025).
 (février 2025).
La mise en forme du texte ne suit pas les recommandations de Wikipédia : il faut le « wikifier ».
Les points d'amélioration suivants sont les cas les plus fréquents. Le détail des points à revoir est peut-être précisé sur la page de discussion.
- Les titres sont pré-formatés par le logiciel. Ils ne sont ni en capitales, ni en gras.
- Le texte ne doit pas être écrit en capitales (les noms de famille non plus), ni en gras, ni en italique, ni en « petit »…
- Le gras n'est utilisé que pour surligner le titre de l'article dans l'introduction, une seule fois.
- L'italique est rarement utilisé : mots en langue étrangère, titres d'œuvres, noms de bateaux, etc.
- Les citations ne sont pas en italique mais en corps de texte normal. Elles sont entourées par des guillemets français : « et ».
- Les listes à puces sont à éviter, des paragraphes rédigés étant largement préférés. Les tableaux sont à réserver à la présentation de données structurées (résultats, etc.).
- Les appels de note de bas de page (petits chiffres en exposant, introduits par l'outil «  Source ») sont à placer entre la fin de phrase et le point final[comme ça].
- Les liens internes (vers d'autres articles de Wikipédia) sont à choisir avec parcimonie. Créez des liens vers des articles approfondissant le sujet. Les termes génériques sans rapport avec le sujet sont à éviter, ainsi que les répétitions de liens vers un même terme.
- Les liens externes sont à placer uniquement dans une section « Liens externes », à la fin de l'article. Ces liens sont à choisir avec parcimonie suivant les règles définies. Si un lien sert de source à l'article, son insertion dans le texte est à faire par les notes de bas de page.
- La présentation des références doit suivre les conventions bibliographiques. Il est recommandé d'utiliser les modèles {{Ouvrage}}, {{Chapitre}}, {{Article}}, {{Lien web}} et/ou {{Bibliographie}}. Le mode d'édition visuel peut mettre en forme automatiquement les références.
- Insérer une infobox (cadre d'informations à droite) n'est pas obligatoire pour parachever la mise en page.

Pour une aide détaillée, merci de consulter Aide:Wikification.
Si vous pensez que ces points ont été résolus, vous pouvez retirer ce bandeau et améliorer la mise en forme d'un autre article.
La rivalité entre le Grazer AK et le Sturm Graz, se réfère à l'antagonisme entre les deux principaux clubs de football de Graz en Autriche.
Le Grazer AK est créé en 1902 et dispute ses matchs au Stadion Graz-Liebenau, le Sturm Graz voit le jour en 1909 et évolue au UPC-Arena. Depuis les années 1920, leurs confrontations porte le surnom de Grazer Derby (français : Derby grazois).

## Tous les matchs

### Statistiques globales des matchs
| Rencontres | Victoires Sturm | Égalités | Victoires GAK | Différence de buts (pour Sturm) |
| ---------- | --------------- | -------- | ------------- | ------------------------------- |
| 197        | 80              | 49       | 68            | 304-321                         |

### Championnat amateur (Steirische Liga, 1920-1949)
| Rencontres | Victoires Sturm | Égalités | Victoires GAK | Différence de buts (pour Sturm) |
| ---------- | --------------- | -------- | ------------- | ------------------------------- |
| 55         | 29              | 7        | 19            | 102-136                         |

1920/1921 – 1931/1932
| Saison         | Rencontre               | Score           |
| -------------- | ----------------------- | --------------- |
| 1920/1921      | Sturm – GAK GAK – Sturm | 5-1 0-1         |
| 1921/1922      | Sturm – GAK GAK – Sturm | 3-2 2-0         |
| 1922/1923      | GAK – Sturm Sturm – GAK | 3-4 1-0         |
| 1923/1924 (**) | Sturm – GAK GAK – Sturm | 5-0 0-3 3-0 2-2 |
| 1925 * (**)    | Sturm – GAK GAK – Sturm | 3-3 2-4         |
| 1926 * (**)    | Sturm – GAK GAK – Sturm | 1-2 1-1         |
| 1927 * (**)    | Sturm – GAK GAK – Sturm | 1-5 1-0         |
| 1928 * (**)    | Sturm – GAK GAK – Sturm | 2-1 1-3         |
| 1928/1929 (**) | Sturm – GAK GAK – Sturm | 2-2 4-0         |
| 1928/1929 (**) | Sturm – GAK GAK – Sturm | 2-2 4-0         |
| 1929/1930 (**) | Sturm – GAK GAK – Sturm | 0-1 4-1         |
| 1930/1931      | Sturm – GAK GAK – Sturm | 1-4 2-5         |
| 1931/1932 (**) | Sturm – GAK GAK – Sturm | 3-1 2-1         |

1932/1933 – 1948/1949
| Saison         | Rencontre               | Score    |
| -------------- | ----------------------- | -------- |
| 1932/1933      | Sturm – GAK GAK – Sturm | 1-2 2-5  |
| 1933/1934 (**) | Sturm – GAK GAK – Sturm | 3-2 1-0  |
| 1934/1935 (**) | Sturm – GAK GAK – Sturm | 2-3      |
| 1935/1936 (**) | Sturm – GAK GAK – Sturm | 2-1 4-6  |
| 1936/1937 (**) | Sturm – GAK GAK – Sturm | 5-1 1-4  |
| 1937/1938 (**) | Sturm – GAK GAK – Sturm | 3-0 0-2  |
| 1938/1939 (**) | Sturm – GAK GAK – Sturm | 2-2 2-1  |
| 1939/1940 (**) | Sturm – GAK GAK – Sturm | 5-1 4-5  |
| 1940/1941 (**) | Sturm – GAK GAK – Sturm | 6-1 3-4  |
| 1943/1944 (**) | Sturm – GAK GAK – Sturm | 0-0 0-2  |
| 1944 (**)      | GAK – Sturm             | 4-2      |
| 1945/1946      | Sturm – GAK GAK – Sturm | 10-1 1-1 |
| 1946/1947      | Sturm – GAK GAK – Sturm | 5-1 2-5  |
| 1947/1948      | Sturm – GAK GAK – Sturm | 2-0 1-4  |
| 1948/1949      | Sturm – GAK GAK – Sturm | 3-5 1-3  |

- (*)Le Championnat a eu lieu annuellement.
- (**)L'avantage du terrain n'est pas connu.

### Championnat professionnel
Liga A (1951/1952 – 1964/1965)
(deux matchs par saison)
| Saison    | Match                   | Score   |
| --------- | ----------------------- | ------- |
| 1951-1952 | Sturm – GAK GAK – Sturm | 2-1 4-1 |
| 1952-1953 | Sturm – GAK GAK – Sturm | 0-2 2-1 |
| 1953-1954 | Sturm – GAK GAK – Sturm | 3-3 3-4 |
| 1954-1955 | Sturm – GAK GAK – Sturm | 1-5 2-0 |
| 1955-1956 | Sturm – GAK GAK – Sturm | 1-6 3-2 |
| 1957-1958 | Sturm – GAK GAK – Sturm | 1-1 6-1 |
| 1964-1965 | Sturm – GAK GAK – Sturm | 2-0 3-2 |

Ligue nationale (1965/66–1973/74)
(Deux matchs par saison)
| Saison    | Match                   | Score   |
| --------- | ----------------------- | ------- |
| 1966-1967 | Sturm – GAK GAK – Sturm | 0-1 0-2 |
| 1967-1968 | Sturm – GAK GAK – Sturm | 1-3 1-2 |
| 1968-1969 | Sturm – GAK GAK – Sturm | 3-1 1-1 |
| 1969-1970 | Sturm – GAK GAK – Sturm | 1-1 0-0 |
| 1970-1971 | Sturm – GAK GAK – Sturm | 2-1 0-1 |
| 1971-1972 | Sturm – GAK GAK – Sturm | 1-1 3-4 |
| 1972-1973 | Sturm – GAK GAK – Sturm | 1-1 4-0 |
| 1973-1974 | Sturm – GAK GAK – Sturm | 0-0     |

Bundesliga (1974/1975)
(quatre matchs par saison)
(sauf en 1982/1983 – 1984/1985, 1986/1987, 1988/1989 – 1995/1996)
1974/1975 – 1989/1990
| Saison    | Premier tour            | Score   | Deuxième tour           | Score                          |
| --------- | ----------------------- | ------- | ----------------------- | ------------------------------ |
| 1975-1976 | Sturm – GAK GAK – Sturm | 0-0 4-4 | Sturm – GAK GAK – Sturm | 1-1 0-1                        |
| 1976-1977 | GAK – Sturm Sturm – GAK | 0-3 2-1 | Sturm – GAK GAK – Sturm | 0-1 1-1                        |
| 1977-1978 | Sturm – GAK GAK – Sturm | 1-0 3-1 | Sturm – GAK GAK – Sturm | 1-1 1-0                        |
| 1978-1979 | GAK – Sturm Sturm – GAK | 1-2 1-1 | GAK – Sturm Sturm – GAK | 0-1 3-1                        |
| 1979-1980 | Sturm – GAK GAK – Sturm | 0-1 1-0 | Sturm – GAK GAK – Sturm | 1-1                            |
| 1980-1981 | GAK – Sturm Sturm – GAK | 2-1     | GAK – Sturm Sturm – GAK | 0-0 4-1                        |
| 1981-1982 | Sturm – GAK GAK – Sturm | 4-1 0-2 | Sturm – GAK GAK – Sturm | 0-1 2-3                        |
| 1982-1983 | Sturm – GAK GAK – Sturm | 1-0 2-1 | –                       | –                              |
| 1983-1984 | GAK – Sturm Sturm – GAK | 1-2 3-1 | –                       | –                              |
| 1984-1985 | Sturm – GAK GAK – Sturm | 1-1 0-0 | –                       | –                              |
| 1985-1986 | GAK – Sturm Sturm – GAK | 0-0 2-1 | GAK – Sturm Sturm – GAK | 0-0 1-1 (Championnat Play-off) |
| 1986-1987 | Sturm – GAK GAK – Sturm | 1-0 2-3 | –                       | –                              |
| 1987-1988 | GAK – Sturm Sturm – GAK | 3-0 1-1 | Sturm – GAK GAK – Sturm | 5-2 1-1 (Championnat Play-off) |
| 1988-1989 | Sturm – GAK GAK – Sturm | 0-1 0-4 | –                       | –                              |
| 1989-1990 | Sturm – GAK GAK – Sturm | 0-1 0-4 | –                       | –                              |

1990/1991 – 2006/2007 *
| Saison    | Premier Tour            | Score                          | Deuxième Tour           | Score   |
| --------- | ----------------------- | ------------------------------ | ----------------------- | ------- |
| 1991-1992 | Sturm – GAK GAK – Sturm | 0-0 1-1 (Championnat Play-off) | –                       | –       |
| 1992-1993 | Sturm – GAK GAK – Sturm | 0:2 4:0 (Championnat Play-off) | –                       | –       |
| 1995-1996 | GAK – Sturm Sturm – GAK | 3-2 1-1                        | GAK – Sturm Sturm – GAK | 1-0 0-2 |
| 1996-1997 | Sturm – GAK GAK – Sturm | 0-0 2-2                        | Sturm – GAK GAK – Sturm | 0-0 1-1 |
| 1997-1998 | GAK – Sturm Sturm – GAK | 0-4 2-1                        | Sturm – GAK GAK – Sturm | 2-1 0-0 |
| 1998-1999 | Sturm – GAK GAK – Sturm | 2-3 0-5                        | Sturm – GAK GAK – Sturm | 0-1 1-2 |
| 1999-2000 | Sturm – GAK GAK – Sturm | 5-0 1-0                        | Sturm – GAK GAK – Sturm | 6-1 2-4 |
| 2000-2001 | GAK – Sturm Sturm – GAK | 2-0 1-1                        | GAK – Sturm Sturm – GAK | 1-2 0-1 |
| 2001-2002 | Sturm – GAK GAK – Sturm | 2-0 1-1                        | Sturm – GAK GAK – Sturm | 2-2 1-1 |
| 2002-2003 | GAK – Sturm Sturm – GAK | 2-1 1-1                        | Sturm – GAK GAK – Sturm | 0-5 2-1 |
| 2003-2004 | Sturm – GAK GAK – Sturm | 2-1 1-0                        | GAK – Sturm Sturm – GAK | 1-1 0-2 |
| 2004-2005 | GAK – Sturm Sturm – GAK | 1-0                            | GAK – Sturm Sturm – GAK | 4-0 1-1 |
| 2005-2006 | Sturm – GAK GAK – Sturm | 0-2 2-0                        | Sturm – GAK GAK – Sturm | 0-0 2-3 |
| 2006-2007 | GAK – Sturm Sturm – GAK | 0-0 0-2                        | GAK – Sturm Sturm – GAK | 0-2 1-0 |

* 1990/1991, 1993/1994 – 1994/1995 : GAK en 2. Division

### ÖFB-Cup
| Rencontre | Victoire Sturm | Égalité | Victoire GAK | Différence de buts (pour Sturm) |
| --------- | -------------- | ------- | ------------ | ------------------------------- |
| 5         | 3              | 0       | 2            | 10-7                            |

| Saison                                 | Tour            | Rencontre   | Score |
| -------------------------------------- | --------------- | ----------- | ----- |
| Coupe d'Autriche de football 1958/1959 | 1er tour        | Sturm – GAK | 0:1   |
| Coupe d'Autriche de football 1982/1983 | 2e tour         | Sturm – GAK | 3:1   |
| Coupe d'Autriche de football 1995/1996 | Demi-finale     | Sturm – GAK | 3-1   |
| Coupe d'Autriche de football 1998/1999 | Quart de finale | GAK – Sturm | 1-2   |
| Coupe d'Autriche de football 2001/2002 | Finale          | GAK – Sturm | 3-2   |

### ÖFB-Supercup
| Rencontre | Victoire Sturm | Égalité | Victoire GAK | Différence de buts (pour Sturm) |
| --------- | -------------- | ------- | ------------ | ------------------------------- |
| 1         | 0              | 0       | 1            | 0-3                             |

| Saison    | Rencontre   | Score |
| --------- | ----------- | ----- |
| 2001/2002 | GAK – Sturm | 3-0   |

### Tschammerpokal
| Rencontre | Victoire Sturm | Égalité | Victoire GAK | Différence de buts (pour Sturm) |
| --------- | -------------- | ------- | ------------ | ------------------------------- |
| 2         | 2              | 0       | 0            | 7-3                             |

| Saison  | Rencontre   | Score |
| ------- | ----------- | ----- |
| 1938/39 | Sturm – GAK | 2-1   |
| 1939/40 | Sturm – GAK | 5-2   |

### Steirischer Cup
| Rencontre | Victoire Sturm | Égalité | Victoire GAK | Différence de buts (pour Sturm) |
| --------- | -------------- | ------- | ------------ | ------------------------------- |
| 4         | 4              | 0       | 0            | 13-6                            |

| Saison    | Rencontre   | Score |
| --------- | ----------- | ----- |
| 1935/1936 | Sturm – GAK | 3-2   |
| 1936/1937 | Sturm – GAK | 5-2   |
| 1946/1947 | Sturm – GAK | 1-0   |
| 1947/1948 | Sturm – GAK | 4-2   |

## Statistiques

### Le plus de rencontres
| Nom                 | Équipe     | Nombre de matchs |
| ------------------- | ---------- | ---------------- |
| Andy Pichler        | Sturm Graz | 40               |
| Aleš Čeh            | GAK        | 39               |
| Rudolf Schauss      | Sturm Graz | 38               |
| Gernot Jurtin       | Sturm Graz | 37               |
| Günther Neukirchner | Sturm Graz | 36               |
| Dieter Ramusch      | GAK        | 33               |
| Mario Zuenelli      | GAK        | 33               |
| Manfred Wirth       | Sturm Graz | 32               |

### Meilleurs buteurs
Voici les 8 meilleurs buteurs dans ces rencontres.
| Nom             | Équipe     | Nombre de buts (Championnat / Coupe) |
| --------------- | ---------- | ------------------------------------ |
| Ivica Vastić    | Sturm Graz | 14 / 3                               |
| Božo Bakota     | Sturm Graz | 12 / 1                               |
| Gernot Jurtin   | Sturm Graz | 10 / 1                               |
| Mario Haas      | Sturm Graz | 8 / 1                                |
| Walter Koleznik | GAK        | 8                                    |
| Igor Pamić      | GAK        | 7                                    |
| Willi Sgerm     | GAK        | 7                                    |
| Mario Zunelli   | GAK        | 7                                    |

### Navigation
- Sturm Graz
- Grazer AK
- Championnat d'Autriche de football
- Liste de derbies et de rivalités dans le football